# Guaviare megye
Guaviare Kolumbia egyik megyéje. Az alacsony népsűrűségű megye az ország középső részétől délkeletre terül el. Székhelye San José del Guaviare. A megyét 1991-ben hozták létre.

## Földrajz
Az ország középső részétől délkeletre elterülő megye északon Meta és egy rövid szakaszon Vichada, keleten Guainía, délkeleten Vaupés, délnyugaton pedig Caquetá megyékkel határos. Területe főként síkság vagy enyhén hullámos vidék. Nevét az északi határán kanyargó Guaviare folyóról, Kolumbia egyik legbővizűbb folyójáról kapta.

## Gazdaság
Legfontosabb termesztett növényei a banán, a manióka, a kukorica és a rizs.

## Népesség
Ahogy egész Kolumbiában, a népesség növekedése Guaviare megyében is gyors, ezt szemlélteti az alábbi táblázat:
| Év             | Lakosság                        |
| -------------- | ------------------------------- |
| 1985           | Ekkor még nem létezett a megye. |
| 1993           | 57 884                          |
| 2005           | 95 551                          |
| 2012 (becsült) | 107 934                         |